# Schistura tenura
Schistura tenura är en fiskart som beskrevs av Maurice Kottelat 2000. Schistura tenura ingår i släktet Schistura och familjen grönlingsfiskar. IUCN kategoriserar arten globalt som akut hotad. Inga underarter finns listade i Catalogue of Life.